# Munții Hottentots Holland
Munții Hottentots Holland fac parte din Centura Fold Cape din Western Cape, Africa de Sud. Lanțul montan constituie o barieră între zona metropolitană a Cape Town și coasta de sud a Overbergului. 
Lanțul este format în principal din gresie de Table Mountain și se întinde între periferia Cape Town, Somerset Wes și Golful Gordon la vest și valea Elgin la est.Trecătoarea lui Sir Lowry reprezintă singura traversare,  unde trece autostrada N2 . Barajul Steenbras, unul dintre principalele baraje de aprovizionare ale Cape Town, este situat în partea de sud a lanțului muntos. Acest lucru se datorează precipitațiilor abundente din în zonele montane, situate în Valea Elgin în jurul orașului Grabouw, pe versanții estici. 
În 1835, la începutul Marelui Trek, când migranții au decis să părăsească zona Cape Town (sau Cape Colony, așa cum se numea atunci), primul lanț montan pe care l-au traversat a fost acesta. Urmele roților căruțelor pot fi încă observate în formațiunile de roci din vecinătatea trecătorii Sir Lowry de pe acest lanț muntos. Această rută servește în continuare ca principală cale de acces din zona Cape Town pentru călătorii care se îndreaptă spre coasta de est a Africii de Sud. 
Clima este tipic mediteraneană, în general fiind mult mai rece față alte zone din Western Cape, cu precipitații anuale care depășesc 1500 mm și maxime care depășesc rareori 25 °C vara. Zăpada nu este neobișnuită pe vârfurile mai înalte, cum ar fi Verkykerkop, Somerset Sneeukop (Snow Peak) la 1590 m înălțime și The Triplets, aflat în secțiunea nordică a lanțului. Această zonă și celelalte regiuni situate spre sud sunt considerate centrul regiunii floristice din Cape, cu cea mai mare biodiversitate de fynbos. Terenurile joase din jur au soluri aluviale bogate  care susțin viticultura și culturile de pomi fructiferi. 